# Fijis damlandslag i volleyboll
Fijis damlandslag i volleyboll  representerar Fiji i volleyboll på damsidan. Det har deltagit vid stillahavsspelen flera gånger, där de som bäst blivit tvåa (1999 och  2007).

### Fotnoter
1. ↑  SportingPulse. ”2007 South Pacific Games - Volleyball” (på engelska). https://web.archive.org/web/20071110223320/http://sportingpulse.com/comp_info.cgi?a=ROUND&compID=59020&c=2-3578-0-0-0. Läst 1 april 2023.
2. ↑  PORT MORESBY 2015 XV PACIFIC GAMES. ”Official Results - Volleyball” (på engelska). https://websites.mygameday.app/get_file.cgi?id=3787465. Läst 31 mars 2023.
3. ↑  Senaste tillfället då någon kontrollerade att de inmatade tabelluppgifterna stämmer. Uppgifter kan ha matats in senare utan att kontrolleras av någon annan